# Токи (Грузия)
Токи (груз. თოკი) — село в Грузии, на территории Аспиндзского муниципалитета края (мхаре) Самцхе-Джавахети.

## География
Село находится в южной части Грузии, в пределах северо-западной части Ахалкалакского плоскогорья, на правом берегу реки Паравани, на расстоянии приблизительно 12 километров (по прямой) к юго-востоку от посёлка городского типа Аспиндза, административного центра муниципалитета. Абсолютная высота — 1658 метров над уровнем моря.

## Население
По результатам официальной переписи населения 2014 года, в Токи проживало 45 человек (24 мужчины и 21 женщина). В национальной структуре населения грузины составляли 97,8 %, армяне — 2,2 %.
| Год  | Население, человек |
| ---- | ------------------ |
| 2002 | 110                |
| 2014 | ↘ 45               |